# تشيف إغناثيو
تشيف إغناثيو (بالإنجليزية: Chief Ignacio)‏ هو زعيم قبيلة أمريكي، ولد في 1828، وتوفي في 1913.